# Jan Bijl (voetbaltrainer)
Jan Nicolaas Bijl (Amsterdam, 22 april 1906 – Almelo, 21 mei 1985) was een Nederlands voetballer, voetbaltrainer en voetbalmakelaar.
Bijl speelde bij CVV Vriendenschaar. Hij trouwde in 1931 en bleef kinderloos. Bijl was magazijnbediende en werd later voetbaltrainer. Hij trainde in twee periodes N.E.C. (1941–1944 en 1949–1954). Hij moest daar in 1944 mee ophouden omdat reizen in de oorlog onmogelijk was. Tussendoor was hij actief bij VVV, Emma en NOAD. Eind jaren '40 was Bijl trainer bij het Osse  TOP. Van 1956 tot 1960 trainde hij Heracles en daarna trainde hij tot 1963 EVV waarna hij tot 1966 als technisch manager en interim-trainer terugkeerde bij Heracles. 
Aansluitend werd Bijl voetbalmakelaar en haalde onder meer Edy Nyombi (Oeganda) en Sirizena (Ceylon) naar Heracles. 
Zijn jongere broer Rinus Bijl was ook voetballer en voetbalcoach.

## Erelijst
Heracles
| Nationaal      |    |         |
| Tweede divisie | 1x | 1957/58 |

- International Standard Name Identifier: 0000 0000 4487 3832
- Library of Congress Control Number: no2005031795
- Nederlandse Thesaurus van Auteursnamen: 069508593
- Virtual International Authority File: 73583173
- WorldCat: E39PBJtH7b3pJtykCHtrHPMtrq